# Helenidion huberti
Espèce
Synonymes
- Theridula huberti Benoit, 1977

Helenidion huberti est une espèce d'araignées aranéomorphes de la famille des Theridiidae.

## Distribution
Cette espèce est endémique de l'île de Sainte-Hélène.

## Description
La carapace des femelles mesure de 0,88 à 1,0 mm de long sur de 0,73 à 0,75 mm et l'abdomen de 1,3 à 1,4 mm de long.

## Systématique et taxinomie
Cette espèce a été décrite sous le protonyme Theridula huberti par Benoit en 1977. Elle est placée dans le genre Helenidion par Sherwood et al. en 2024.

## Étymologie
Cette espèce est nommée en l'honneur de Michel Hubert.

## Publication originale
- Benoit, 1977 : « Fam. Theridiidae. La faune terrestre de l'île de Sainte-Hélène IV. » Annales du Musée Royal de l'Afrique Centrale, Tervuren, Belgique, Série in Octavo, Sciences Zoologiques, vol. 220, p. 131-152.